# Mniszków
Mniszków è un comune rurale polacco del distretto di Opoczno, nel voivodato di Łódź.
Ricopre una superficie di 123,83 km² e nel 2004 contava 4 820 abitanti.